# کوه الخلیل

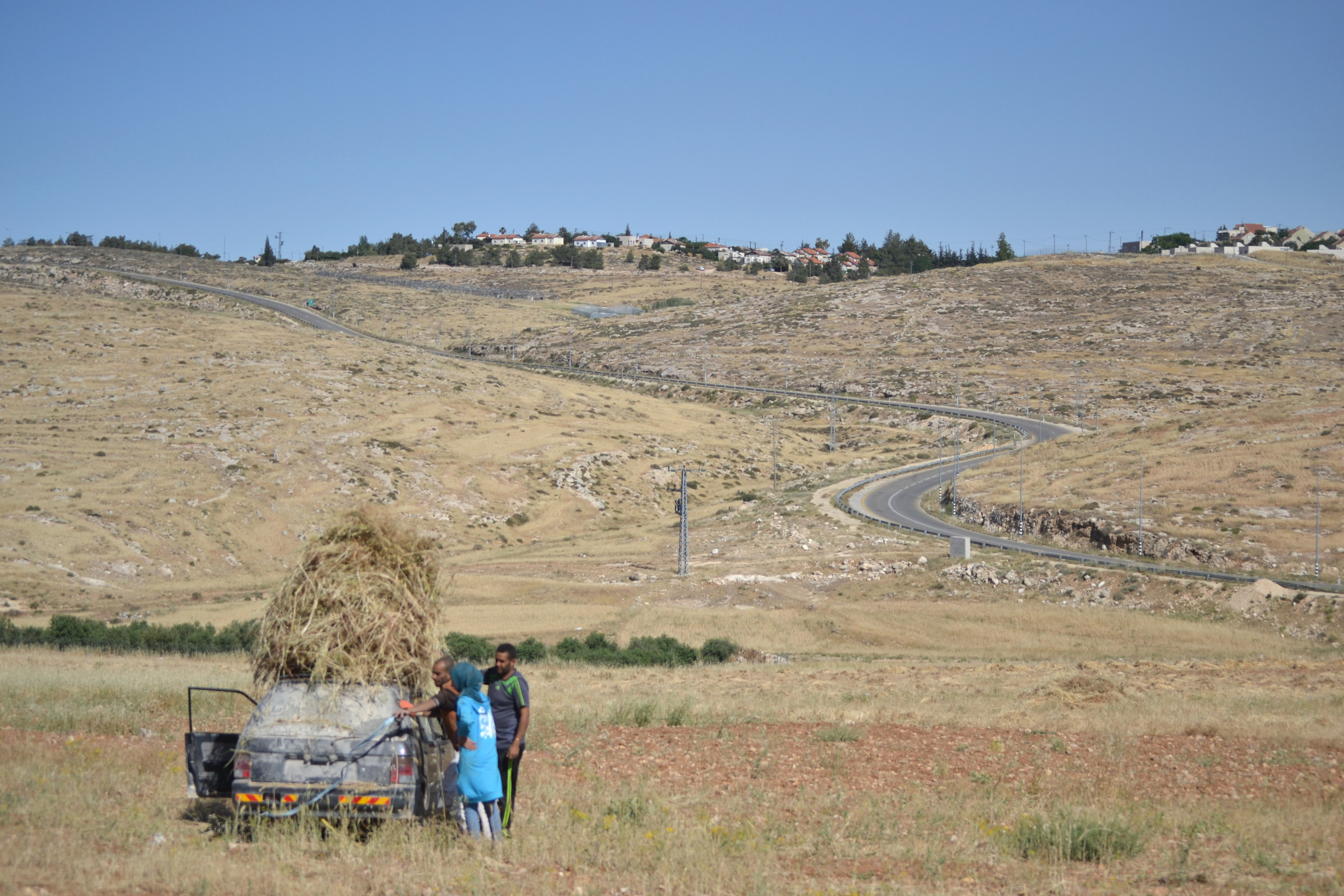
کوه الخلیل

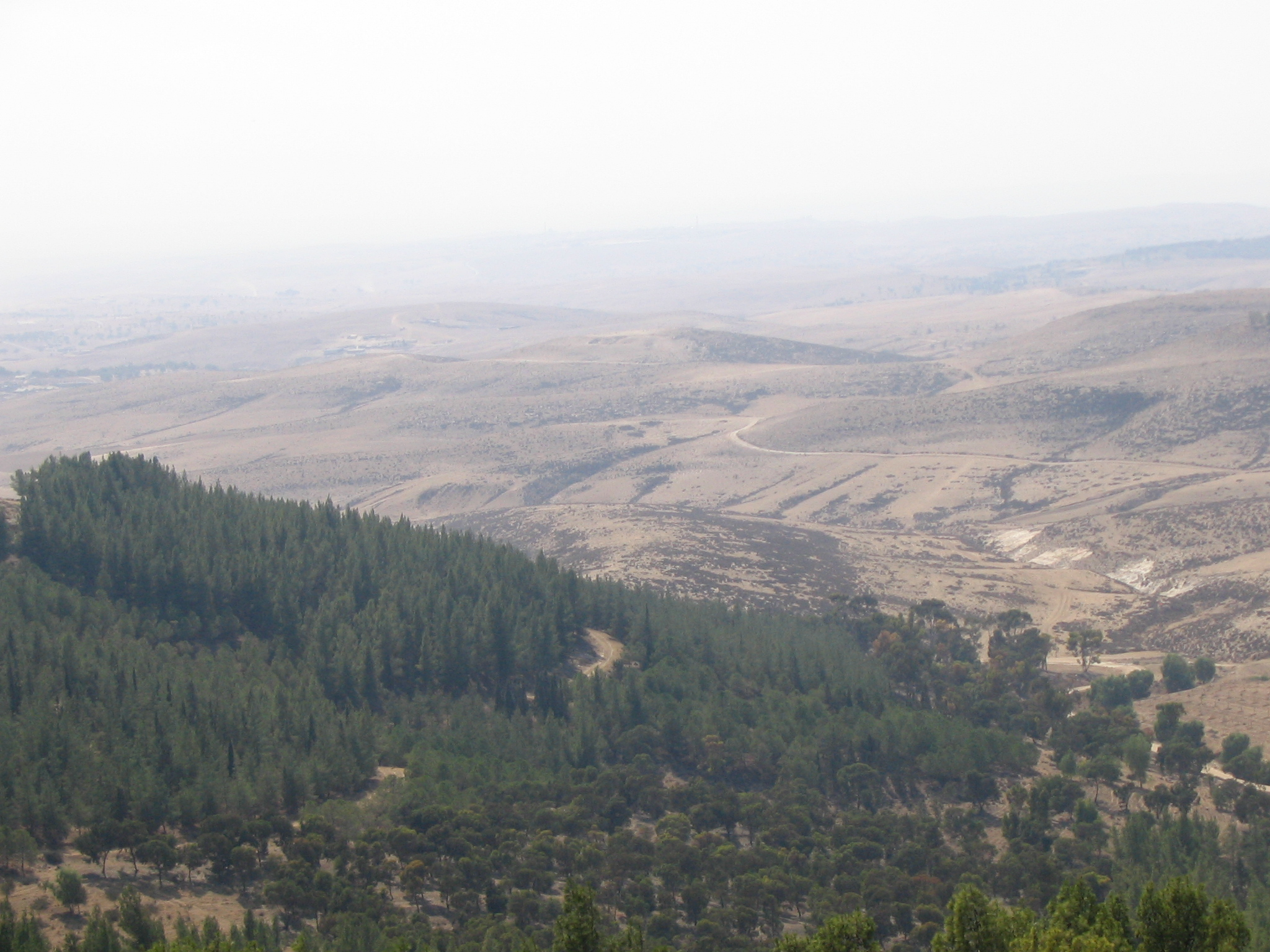
جنگل‌های یاتیر در جنوب کوه الخلیل

کوه الخلیل (عربی: جبل الخلیل) به بزبان عبری هارحفرون تلفظ می‌شود و یک منطقه جغرافیایی است که در جنوب کرانه غربی همزمان با شکل‌گیری دوره‌های زمین‌شناسی به وجود آمده‌است. اصطلاح هارحفرون در فرهنگ عبری به‌طور گسترده به عنوان جایگاه پادشاه یهودا و الحشمونائیم یا به عنوان جایگزینی برای استان الخلیل مورد استفاده قرار می‌گیرد. در مقابل، این اصطلاح برای فلسطینی‌ها از لحاظ قبیله گرایی اهمیت دارد تا بتوانند آن را به عنوان اتحاد و وحدتی که عشائر را به ساکنان استان مرتبط می‌کند تعبیر نمایند.

جنوب کوه الخلیل آخرین بخش از کوه‌های کرانه غربی است که از جنوب به وسیلهٔ کویر النقب و از شرق توسط بحر المیت احاطه شده‌است بنحوی که درسال‌های اخیر باران کمی (به میزان ۳۰۰ میلی‌متر) نیز داشته‌است.

در دهه‌های اخیر اسرائیل اقدام به شهرک سازی در کوه‌های عتنائیل، سوسیا، بیت حجای، کربات اربع، ماعون و بیت یتیر نموده‌است.